# Tảo vàng lục
Tảo vàng lục hoặc Xanthophyceae là một nhóm tảo heterokont. Hầu hết sống trong nước ngọt, nhưng một số được tìm thấy trong sinh cảnh biển và đất.